# Plagiostachys
Genre
Classification APG III (2009)
Plagiostachys est un genre de plantes de la famille des Zingiberaceae originaire de Malaisie et, pour une espèce, de Chine, qui fut décrit pour la première fois en 1899 par Henry Nicholas Ridley dans le "Journal of the Straits Branch of the Royal Asiatic Society.(Singapore) "

## Liste d'espèces
Selon World Checklist of Selected Plant Families (WCSP) (21 juil. 2010) :
- Plagiostachys albiflora Ridl. (1908)
- Plagiostachys austrosinensis T.L.Wu & S.J.Chen (1978)
- Plagiostachys bracteolata R.M.Sm. (1985)
- Plagiostachys brevicalcarata Julius & A.Takano (2007)
- Plagiostachys breviramosa Cowley (1999)
- Plagiostachys corrugata Elmer (1915)
- Plagiostachys crocydocalyx (K.Schum.) B.L.Burtt & R.M Sm. (1972)
- Plagiostachys elegans Ridl., Philipp. J. Sci. (1909)
- Plagiostachys escritorii Elmer (1915)
- Plagiostachys glandulosa S.Sakai & Nagam. (2003)
- Plagiostachys lasiophylla Gobilik & A.L.Lamb (2005)
- Plagiostachys lateralis (Ridl.) Ridl. (1899)
- Plagiostachys longicaudata Julius & A.Takano (2007)
- Plagiostachys megacarpa Julius & A.Takano (2007)
- Plagiostachys mucida Holttum (1950)
- Plagiostachys nicobarica M.Sabu, Sanoj & Prasanthk. (2008)
- Plagiostachys oblanceolata Gobilik & A.L.Lamb (2005)
- Plagiostachys odorata C.K.Lim (2007)
- Plagiostachys parva Cowley (1999)
- Plagiostachys parviflora (C.Presl) Ridl., Philipp. J. Sci. (1909)
- Plagiostachys philippinensis Ridl. (1909)
- Plagiostachys rolfei (K.Schum.) Ridl., Philipp. J. Sci. (1909)
- Plagiostachys roseiflora Julius & A.Takano (2007)
- Plagiostachys strobilifera (Baker) Ridl. (1899)
- Plagiostachys sumatrensis Ridl. (1926)
- Plagiostachys uviformis (L.) Loes. (1930)
- Plagiostachys viridisepala Julius & A.Takano (2007)

Selon NCBI (21 sept. 2011) :
- Plagiostachys albiflora
- Plagiostachys apicaudata
- Plagiostachys brevicuculata
- Plagiostachys crocydocalyx
- Plagiostachys glandulosa
- Plagiostachys imbakensis
- Plagiostachys lasiophylla
- Plagiostachys megacarpa
- Plagiostachys mucida
- Plagiostachys oblanceolata
- Plagiostachys parva
- Plagiostachys pseudobreviramosa
- Plagiostachys roseiliflora
- Plagiostachys strobilifera
- Plagiostachys subulata
- Plagiostachys viridiflora
- Plagiostachys sp. Julius et al. 2
- Plagiostachys sp. LMP-2002-1
- Plagiostachys sp. LMP-2002-2
- Plagiostachys sp. MVSP-2007

## Espèces aux noms synonymes, obsolètes et leurs taxons de référence
Selon World Checklist of Selected Plant Families (WCSP) (20 juil. 2010) :
- Plagiostachys borneensis Ridl., (1906) = Plagiostachys strobilifera (Baker) Ridl. (1899)
- Plagiostachys brachypoda (K.Schum.) Loes. in H.G.A.Engler, (1930) = Plagiostachys strobilifera (Baker) Ridl. (1899)
- Plagiostachys elliptica S.Q.Tong & Y.M.Xia, (1987) = Zingiber ellipticum (S.Q.Tong & Y.M.Xia) Q.G.Wu & T.L.Wu, (1996).
- Plagiostachys polycarpa (K.Schum.) Loes. (1930) = Amomum dimorphum M.F.Newman, (2001).
- Plagiostachys ridleyi Elmer, (1915) = Plagiostachys philippinensis Ridl. (1909)